# Alpbachschlucht

Alpbachschlucht

Die Alpbachschlucht ist eine Schlucht zwischen Hasliberg und Meiringen im Berner Oberland in der Schweiz.

## Lage
Durch Alpbachschlucht fliesst der Alpbach, der oberhalb von Hasliberg entspringt, Hasliberg-Reuti passiert, sich unterhalb der Schlucht mit dem Milibach (Mühlebach) vereinigt und bei Meiringen in die Aare mündet. Oberhalb von Meiringen stürzt der Bach über eine Felswand hinab. Auf rund 200 Metern Höhendifferenz hat er eine tiefe Schlucht eingegraben und bildet mehrere Kaskaden und einen grösseren Wasserfall.

## Touristische Erschliessung
1891 wurde ein Weg durch die Schlucht eröffnet. Meiringen war zu dieser Zeit ein bedeutender Tourismusort und die Schlucht bot eine weitere Attraktion, wenn sie auch nie so bekannt war wie die Aareschlucht oder der Reichenbachfall auf der gegenüberliegenden Talseite. In den 1930er Jahren ging der Besucherstrom zurück, der Weg verfiel allmählich und musste geschlossen werden.
2006 wurde mit Bauarbeiten zur Wiedererschliessung des Weges begonnen, der am 24. Mai 2008 eröffnet werden konnte. Markantester Teil davon ist eine rote Brücke, welche den Alpbach direkt oberhalb des grossen Wasserfalls überquert. Beim Pfad handelt es sich um eine weiss-blau-weiss markierte Alpine Route, die in gut einer Stunde zurückgelegt werden kann. Im Winter ist sie gesperrt.